# Marcia Haydée
Marcia Haydée (Niterói, 18 de abril de 1937) es una bailarina de ballet, coreógrafa brasileña y directora de compañías de danza. Considerada una de las más notables exponentes de la danza moderna de postguerra, fue la musa del coreógrafo John Cranko en el Ballet de Stuttgart (en Alemania fue llamada La Maria Callas de la danza), bailó junto a Rudolf Nuréyev, Mijaíl Barýshnikov, Richard Cragun y Vladimir Malakhov. Se desempeñó como directora del Ballet de Stuttgart y del Ballet de Santiago (Chile).

## Trayectoria
Hija de un médico, comenzó sus estudios de ballet a la edad de cuatro años, en Brasil y a los 15 años fue aceptada en el Royal Ballet School de Londres. 
Posteriormente ingresa al Grand Ballet del Marqués de Cuevas, en París, donde conoció al joven coreógrafo británico John Cranko.
En 1961 se traslada con Cranko a Alemania, donde él creó para ella coreografías como Onegin, Romeo y Julieta, Carmen y La Fierecilla Domada, convirtiéndose en una de las bailarinas más destacadas de su tiempo. 
Luego de la súbita muerte de Cranko, Marcia se convierte en la continuadora de su trabajo y logró mantener a la compañía del Ballet de Stuttgart unida y sólida. Se desempeñó desde 1976 hasta 1996 como Directora del Ballet de Stuttgart, cargo que también desempeñó simultáneamente con el Ballet de Santiago de Chile entre 1993 y 1995.
Ha trabajado con el coreógrafo estadounidense John Neumeier, director del Ballet de Hamburgo quien le compuso La dama de las camelias sobre música de Chopin.
Marcia Haydée ha trabajado con casi todas las compañías importantes del mundo y bailó con partenaires como Rudolf Nuréyev, Mijaíl Barýshnikov, Anthony Dowell y Jorge Donn, entre muchos otros. También ha producido sus propias versiones coreográficas de "La Bella Durmiente", "Coppélia", "El Pájaro de Fuego", "Giselle" y "Enas".
Durante la gestión de Marcia Haydée al frente del Ballet de Santiago se produce una estrecha vinculación con el Ballet de Stuttgart, incorporando varias obras de su repertorio y con un intenso intercambio de artistas. El Ballet de Santiago se convierte en la compañía con más obras de John Cranko fuera del Ballet de Stuttgart.
En 2000 Maurice Béjart crea para Marcia Haydée el papel de "Madre Teresa" en Lausanne.
En 2003 el Ballet de Santiago le ofrece nuevamente a Haydée el cargo de Directora Artística, cargo que asume en 2004 hasta la fecha. Ha creado especialmente para esta compañía las coreografías: "Carmen" en dos actos con la música completa de la Opera de Bizet; y "La Cenicienta", con vestuario y escenografía de Raymundo Larrain.
Entre otras distinciones, Marcia Haydée recibió de la Universidad de Stuttgart el Título de Doctor H.C. y del ministro-presidente de Baden-Wurtemberg, el de Profesora Universitaria. 
Por último, en 2004, el presidente de Brasil le confirió la Orden al Mérito Cultural. Fue condecorada con la Orden del Mérito de la República Federal de Alemania.
Estuvo casada con el bailarín Richard Cragun y en 1995 se casó con su profesor de yoga, Günther Schöberl.

## Filmografía
- Marcia Haydée – Das Schönste kommt noch! Dokumentation, 2007, 45 min , ein Film von Jean Christophe Blavier (langjähriger Tanzpartner Haydeés), ZDFtheaterkanal, Erstausstrahlung: 15. Dezember 2007, Inhaltsangabe (enlace roto disponible en Internet Archive; véase el historial, la primera versión y la última). von 3sat
- M. for Marcia. Marcia Haydée - die Tanzlegende des 20. Jahrhunderts. Dokumentation, 2006, 52 min , ein Film von Jean Christophe Blavier (DVD), Produktion: moving-angel GmbH,
- Die Kameliendame. Spielfilm, Tanzfilm, BR Deutschland, 1986/87, 129 min , Regie: John Neumeier, Produktion: NDR, Polyphon
- Golgotha. Spielfilm, Deutschland, Bulgarien, 1992/94, 125 min , Regie: Mikhail Pandoursky, Produktion: Pandora Film GmbH, FilmdatenInhaltsangabe von IMDb
- Poem - Ich setzte den Fuß in die Luft und sie trug. Spielfilm, Literaturverfilmung, Deutschland, 2000/02, 92 min , Ralf Schmerberg

## Publicaciones (en alemán)
- Marcia Haydée: Mein Leben für den Tanz. DVA, Stuttgart 1996, ISBN 3-421-05027-9

- Marcia Haydée: John Cranko. Mit einer Einleitung von Walter Erich Schäfer. Belser, Stuttgart 1973, ISBN 3-7630-9014-2